# César Álvarez Cabo
César Álvarez Cabo (Madrid, 4 de novembre de 1972) és un periodista i controlador aeri espanyol. Es va fer famós per ser el portaveu de la Unió Sindical de Controladors Aeris (USCA) durant la vaga de controladors aeris a Espanya el 2010, càrrec que va abandonar el febrer del 2011.